# 裴憲
裴 憲（はい けん、生没年不詳）は、五胡十六国時代後趙の人物。字は景思。本貫は河東郡聞喜県。祖父は魏の冀州刺史裴徽（裴潜の弟）。父は西晋の中書令裴楷。従伯父に西晋の司空裴秀がいる。

## 生涯
幼くして聡明であり、軽侠（義を重んじる侠士を気取って無行を繰り返すものたち）と好んで交流した。
20歳になると、節を曲げて他人の意見を聞き入るようになり、厳粛にして分を弁えるようになった。一貫して儒学を修め、数年に渡って郷里から出なかった。陳郡出身の謝鯤・潁川郡出身の庾敳はいずれも俊逸な人物であったが、裴憲と会うとこれをただ者では無いと思い、互いに「裴憲は剛直にして誠実であり、その才識は遠大である。機に通じて命を識っており、父と比較されている理由が分からぬ。父の要素を保ちながらもより広く深く至っており、世間の俗事には心を傾けておらず、その殆どが父を越えている」と称賛した。
やがて西晋に仕官すると、東宮の侍講（皇族に学問を教える役職）に任じられ、さらに黄門吏部郎・侍中を歴任した。
後に東海王司馬越により豫州刺史・北中郎将に任じられ、仮節を与えられた。
この頃、漢（後の前趙）軍は着実にその勢力を拡大しており、308年7月には河東郡・平陽郡を尽く帰属させると、蒲子に都を構えた。9月、朝廷の命により、裴憲は白馬へ駐屯すると、漢の鎮東大将軍王弥を迎え撃った。
永嘉3年（309年）11月、朝廷の命により、車騎将軍王堪と共に漢の平東大将軍石勒討伐の兵を挙げた。これを聞いた石勒は陣営と兵糧を焼き払うと、迎え撃つべく黄牛の砦に入った。この時、魏郡太守劉矩は石勒に帰順して郡を明け渡したので、石勒の勢力はさらに拡大した。その軍が黎陽に至ると、裴憲は討伐を中止し、軍を放棄して淮南に奔り、王堪もまた倉垣まで退いた。
永嘉5年（311年）6月、江南に割拠する琅邪王司馬睿（後の元帝）は承制を行って百官を配置したが、裴憲は江州刺史華軼と共にこの命に従わなかった。その為、司馬睿は揚州刺史王敦・歴陽内史甘卓・揚烈将軍周訪らに華軼討伐を命じると、華軼はこれを迎え撃つも敗北を喫し、捕らえられて処刑された。その為、裴憲は幽州へと逃亡すると、薊を統治する大司馬王浚に帰順した。
7月、王浚は皇太子（名は記されておらず、誰なのかは不明）を立てて承制を行うと、裴憲は尚書に任じられた。
建興2年（314年）3月、王浚が石勒に滅ぼされると、棗嵩を始めとした王浚の側近はみな先を争って石勒の軍門へ詣でて謝罪し、こぞって賄賂を贈った。ただ、尚書裴憲と従事中郎荀綽だけは全く動じずに私室に籠っていた。石勒はかねてよりその名を聞いていたので、裴憲らを召集すると「王浚は幽州において虐暴をなし、人も鬼も等しく憎むところであった。故に我は天命を恭しく奉じ、ここに庶民を救ったのだ。束縛されていた人々はみな歓声を挙げ、道行く先々で喜び感謝した。二君（裴憲と荀綽）は威に驕る同悪であり、誠信が阻絶している。防風の戮（防風とは禹に誅殺された部族）が誰に帰そうとしているかが分からぬか」と責めた。裴憲は顔色を変えずに剛直に振る舞っていたが、涙を流すと石勒へ「臣らは代々晋の栄を担い、その恩遇は隆重でありました。王浚は凶粗にして悪直でありましたが、それでもなお晋の遺藩であったのに変わりはありません。故に臣らはこれに従い、敢えて二心を抱く事はありませんでした。此度の聖化を喜んではおりますが、それでも義は誠心より優先されるものでしょう。武王は紂王を討った後、商容（殷の政治家。賢人として称えられたが、紂王により罷免された）を郷里において顕彰したといいますが、商容自身が紂王に背いて討伐に寄与したという話は未だ聞いておりません。明公（石勒）が徳・義による教化を望まず、威刑を専らとしようと考えているのであれば、防風の戮も臣らの本分といえましょう。どうして逃れようなどと考えましょうか！そうであればただ死を請うのみであり、どうか今すぐ役人をここに呼んでくださいますよう」と応え、拝礼せずに退出した。石勒はこの応対を深く称賛し、賓客の礼をもって彼らを待遇した。
その後、石勒は王浚の側近や親族の家を調べ上げると、みな巨万の富を抱えていたが、裴憲と荀綽の家だけは百帙余りの書物と十斛余りの米や塩があるのみであった。石勒はこれを知ると、長史張賓へ「その名は虚ではないな。我は幽州を得た事は喜ばぬが、二子（裴憲と荀綽）を得た事が嬉しい」と語り、裴憲を従事中郎に、荀綽を参軍に抜擢すると共に、車と服を支給した。
大興元年（318年）8月、漢の大将軍靳準が反乱を起こし、漢皇帝劉粲を始めとした皇族劉氏を虐殺すると、さらに永光・宣光の二陵（劉淵と劉聡の墓）を掘り返して宗廟を焼き払った。12月、石勒と前趙皇帝劉曜らにより乱は鎮圧されると、裴憲は石会と共に劉淵・劉聡の二墓の修復に当たった。 
大興2年（319年）11月、石勒が趙王位に即くと、裴憲は経学祭酒を領した。
その後、朝廷を出て長楽郡太守に任じられ、さらに郎中令に移った。
建平元年（330年）2月、石勒が趙天王に即位すると、尚書に任じられた。9月、石勒は帝位に即いたが、未だ国家の制度は定まっていなかった。その為、裴憲は王波と共に朝儀を撰し、文物の憲章を策定すると、歴代王朝を模範とした。また、天子の籍田に関しては『三正東耕儀』を撰している。石勒はこの業績を大いに喜び、裴憲はさらなる寵遇を受けて太中大夫に任じられ、さらに司徒へ昇進した。
石虎の時代になると、裴憲はますます礼敬・尊重を加えられた。
裴憲には子が二人おり、名を裴挹・裴瑴といい、共に文才をもって名を知られた。裴瑴は後趙に仕えて太子中庶子・散騎常侍に任じられた。彼らは共に豪侠にして酒を嗜み、人物を評価するのを好んだが、河間郡出身の邢魚とは対立しあっていた。ある時、邢魚は隙に乗じて裴瑴の馬を奪うと、段部の首領段遼の下へ走ったが、途中で捕らえられてしまった。邢魚は石虎が段部を攻めるという情報を入手したので、この事実を段遼に告げて備えさせようとしたと述べ、これらの行動は裴瑴の命令によるものであると主張して裴瑴を陥れた。この時、石虎は段遼征伐を目論んでいた最中であったので、邢魚の発言と合致していた。その為、裴挹・裴瑴は石虎に誅殺されてしまい、裴憲もまた連座により免官となった。だが、幾ばくもせぬうちに、復職を許されて右光禄大夫・司徒・太傅に任じられ、安定郡公に封じられた。
裴憲は官職を歴任していたものの、手柄を求める事に関心を示さなかった。朝廷にあっては落ち着き払っていて語る事は少なく、未だかつて諸々の世事に心を留める事は無かった。しかしながら、徳の重さをもってその名は高まり、いつも敬重されて厚く待遇を受けたという。
やがてこの世を去り、族人である裴峙の子の裴邁が後を継いだ。